# Paul Jones (dramat)
Paul Jones (fr. Paul Jones) – dramat Alexandre’a Dumasa (ojca) z 1838 roku.

## Geneza utworu
Paula Jonesa Dumas napisał w drugiej połowie 1835 w trakcie podróży ze swą kochanką Idą Ferrier po Włoszech. Akcję utworu umieścił w 1779 roku w zamku d'Auray w Bretanii. Po powrocie z Włoch na początku 1836 przedłożył rękopis dyrektorowi teatru Porte-Saint-Martin, Harelowi, któremu wcześniej przesłał z podróży inną swą sztukę Don Juana de Maranę. Harel, który początkowo przyjął sztukę z entuzjazmem, po klęsce Don Juana, zrezygnował z wystawienia Paula Jonesa.

## Osoby
| Osoba             | Rola            | Aktor premierowy |
| ----------------- | --------------- | ---------------- |
| Markiz d'Auray    |                 | Daniel           |
| Markiza           |                 | pani Lambquin    |
| Książę Emanuel    | ich syn         | Alexandre        |
| Małgorzata        | ich córka       | pani Abit        |
| Paul Jones        |                 | Armand Villot    |
| Louis Achard      |                 | Constant         |
| Baron de Lectoure |                 | Moreau           |
| Pan de la Jarrie  |                 | Williams         |
| Pan de Nozay      |                 | Pelvilain        |
| Notariusz         |                 | Armand           |
| Lafeuille         | służąca Markizy | Roger            |
| Jasmin            | służący Markiza | Paulin           |

## Premiera
Znalazłszy się w trudnej sytuacji finansowej Dumas powierzył za zaliczką rękopis dramatu swemu przyjacielowi Porcherowi, emerytowanemu klakierowi. Ten odstąpił dramat swemu zięciowi, Teodorowi Nezelowi, dyrektorowi Panthéonu, marnego teatru na skraju bankructwa. O całym przedsięwzięciu DUmas dowiedział się po swym powrocie z podróży po Niemczech, na początku października 1838 roku, a więc na kilka dni przed premierą. Obawiając się o to, że premiera w podrzędnym teatrzyku może zaszkodzić jego prestiżowi, autor próbuje wymóc, by nie podawano jego nazwiska. Na ten ruch jest już jednak za późno. Afisze z nazwiskiem autora zostały już rozklejone, a dyrekcja we foyer wystawiła w dodatku rękopis sztuki. Atakowany przez Dumasa Porcher bronił się twierdząc, że lepiej odnieść sukces w trzeciorzędnym teatrze niż zrobić klapę w Komedii Francuskiej. I Dumas skapitulował. Sztuka miała premierę 12 października i spotkała się z bardzo dobrym przyjęciem. Wystawiono ją w sumie sześćdziesiąt razy i uzyskała dwadzieścia tysięcy franków dochodu.